# Tadakatsu Hatagami
Hatagami Tadakatsu (旗上 忠勝 Tadakatsu Hatagami?) es uno de los personajes de la novela Battle Royale, tanto en la novela como el manga y la película. Es el alumno n.º 19 según la lista de varones de su clase. En la película fue interpretado por Yokomichi Satoshi.

## Descripción
Se le describe como alguien con una apariencia promedio ya que usa el cabello corto y tiene un poco de acné en las mejillas, sin embargo, es un muchacho alto y de buen físico producto de tantos años jugando béisbol, por lo que posee la apariencia de un atleta de personalidad dura, aunque en realidad emocionalmente es solo un niño con emociones acorde a su edad.
Debido a que los tres eran deportistas, Tadakatsu era amigo de Tatsumichi Oki y Kazushi Niida; también era amigo de Yuichiro Takiguchi, a quien conocía desde la escuela primaria y a diferencia de otros varones poseía la sensatez necesaria para no confiar en Mitsuko Souma y no dejarse llevar por su apariencia o actitud seductora.
En su infancia fue amigo de Shuya Nanahara ya que ambos jugaban en la liga infantil de beisbol, pero cuando Shuya dejó de jugar béisbol la madre de Tadakatsu le prohibió continuar su amistad, ya que le preocupaban posibles consecuencias a su buena reputación debido a que Shuya comenzó a aprender a tocar la guitarra eléctrica, lo cual era señalado como una actividad antipatriótica por el gobierno.

## En el programa
Según la novela, como el resto de sus compañeros se encontraba en el bus que los llevaría a la excursión escolar de primavera cuando fue dormido con gas y despertó para descubrir que su clase fue seleccionada para participar en el Programa de ese año en su prefectura por lo que les habían puesto collares explosivos y llevados a una isla acondicionada por el gobierno para obligarlos a jugar.
Una vez que se le entregó su equipamiento, del cual obtuvo un revólver Smith & Wesson M19 .357 Magnum, fue obligado a salir del colegio y viajó por la isla aterrorizado y en pánico durante todo el primer día y parte de la noche, momento en que se encontró con su amigo Yuichiro, decidiendo hacer equipo y buscar un método para huir de la isla sin que a ninguno pudiera idear un plan útil, aun así Tadakatsu no logra confiar ciegamente, por lo que decide atar su arma a su mano con un pañuelo.
En el manga, hay algunas diferencias en los eventos, ya que el aprecio de Tadaksatsu por su amigo raya en la devoción; además su arma asignada es el bate de beisbol mientras la Magnum la obtuvo Yuichiro, quien decidió que los intercambiaran como muestra de buena fe y porque consideraba que su amigo haría mejor uso de ella.
La madrugada del segundo día, dos horas después de reunirse con Yuichiro, Tadaksatsu orinaba en el bosque cuando es descubierto por Mitsuko, quien intenta emboscarlo con su kama para apoderarse de su revolver, pero Yuichiro la descubre y evita que su amigo la asesine a pesar de sus protestas por dos razones, la primera es que deseaba reunir gente para buscar una forma de huir y la segunda es que prefería creer que ella no era tan mala como su reputación decía; por ello convence de permitir que permanezca con ellos, a lo que Tadakatsu accede solo a cambio de que sea desarmada y se le mantenga atada y vigilada.
En la película no se muestra lo que sucede con Tadakatsu ni Yuichiro tras salir del colegio, pero por escenas posteriores se deduce que Tadakatsu logró reunirse con Yuichiro y luego ambos se encontraron con Mitsuko en algún momento después de que ella asesinara a Takako Chigusa.

## Destino
Mientras Tadakatsu duerme, Yuichiro y Mitsuko vigilan y la muchacha logra ganarse la simpatía de su compañero, pero tras cambiar de turno, Mitsuko seduce a Tadakatsu y lo aleja del dormido Yuichiro para intentar asesinarlo con una navaja de afeitar que mantenía oculta. Cuando el muchacho descubre sus intenciones intenta dispararle, pero Mitsuko despierta a Yuichiro y acusa a Tadaksatsu de intentar violarla. Yuichiro exige que le entregue el arma para confiar en ambos, pero el exaltado Tadakatsu intenta dispararle a Mitsuko comprendiendo que intentar confiar en ella es un error imperdonable. Sin embargo, Yuichiro se interpone para protegerla y recibe dos disparos, lo que Mitsuko aprovecha esto para herir a Tadakatsu con su kama, apoderarse del bate de beisbol de Yuichiro y matarlo a golpes; tras esto le hace creer al moribundo Yuichiro que su amigo huyó tras atacarlos y lo mata de tres disparos para acortar su agonía.
Ese día por la tarde, después de la masacre del faro, mientras Shuya cruzaba la isla para reunirse con Shogo y Noriko, encontraría los cadáveres de los muchachos desfigurados ya que las aves carroñeras se habían alimentado de ellos.
En el manga los eventos son relativamente similares, pero tras herir de muerte a Yuichiro al intentar matar a Mitsuko Tadakatsu entra en pánico y trata de atender la lesión de su amigo, lo que Mitsuko aprovecha y lo asesina apuñalando su cara con su kama.
En la película se desconoce qué sucedió exactamente entre los tres, pero cuando Shuya despierta en el faro a las 12:30 pm del segundo día Yukie Utsumi le cuenta que en el informe de mediodía se notificó que ambos muchachos habían muerto en algún momento posterior al informe de las 6:00 am, aunque una escena posterior se da a entender que Mitsuko los sedujo para mantener relaciones sexuales con ambos al mismo tiempo en un baño público, asesinándolos durante el acto sexual.